# 片马彝族乡
片马彝族乡，是中华人民共和国四川省雅安市汉源县下辖的一个乡镇级行政单位。

## 行政区划
片马彝族乡下辖以下地区：
片马村、大营村、富银村、然莫村、茶林村和万坪村。